# Имзад
Имзад (или амзад) је гудачки музички инструмент са једном жицом и гудалом, који користе припадници етничке заједнице Туарега у Африци. Године 2013. музички стил имзад уписан је на УНЕСКО-ву листу нематеријалног културног наслеђа света.

## Изглед
Тело имзада је направљено од калабаша (тикве) или дрвета прекривеног животињском кожом на којој су пробушене две рупе. Жице су направљене од коњске длаке и повезане су у близини врата, а прелазе преко дводелног моста. Лучно гудало је такође опремљено коњском длаком. Донекле монотон тон који имзад производи, обогаћен је људским гласовима - рецитацијом мушкараца, високим тоновима које попут крика производе жене, као и ритмичним тапшањем.

## Начин свирања
Музичарка седи са инструментом на коленима и свира га дрвеним лучним гудалом. Имзад комбинује музику и поезију и често се изводи у свечаним приликама у насељима Туарега. Инструмент пружа мелодијску пратњу песмама које славе авантуре и подвиге прошлих јунака: песме компонују, рецитују или певају мушкарци, а мушкарци и жене учествују производећи модулисане или високе гласне повике. Музика такође има терапеутску функцију, свира се да би одагнала зле духове и ублажила бол. Звук имзада одражава свирачева осећања и расположења. Жене израђују инструмент од напола осушене, издубљене тикве: кожа се протеже преко отворене стране и буши звучним рупама у облику розета, а затим се додаје дрвени мост у облику слова В. Музичко знање преноси се усмено у складу са традиционалним методама посматрања и асимилације.
Имзад свирају само жене да прате песме, често током вечерње церемоније зване такет. Према старом веровању, мушкарци који покушају да свирају имзад ризикују клетву. Међутим, постоје савремени покушаји да се инструмент промовише као својствен култури Туарега.

## Значај
За Туареге имзад је више од инструмента - израз је идентитета и позива на поштовање ашака, кодекса понашања и заједничких вредности. У друштву у коме мушкарци обично заузимају јавни простор, жене имзад музичарке су изузетак. Само жене свирају имзад и ове музичарке преузимају моћне улоге у заједници. „Када свирачица имзада нешто каже, многи људи поштују оно што она говори“, рекла је локална музичарка Тамлаит Табабекоу. "Имзад није само музички инструмент,
то је цела култура. Кад људи слушају имзад, не могу да чине лоше ствари, музика их позива да буду добри и искрени“. објашњава Табабекоу. Ради очувања традиције, организоване су радионице за жене од 14 до 30 година које уче како да израде инструмент од локалних материјала - тикве, коже, коњска длаке и дрвета. Затим га украшавају и уче како се свира.